# Sophiane Méthot
Pour les articles homonymes, voir Méthot.
Sophiane Méthot, née le 3 août 1998 à Longueuil, est une trampoliniste canadienne.

## Biographie
Elle remporte la médaille de bronze en trampoline individuel aux Championnats du monde de trampoline 2017 à Sofia et la médaille de bronze en trampoline par équipe aux Championnats du monde de trampoline 2019 à Tokyo et une autre médaille de bronze en trampoline aux Jeux olympiques d'été de 2024 à Paris.
Elle est médaillée de bronze en trampoline synchronisé avec Sarah Milette aux Jeux mondiaux de 2025 à Chengdu.